# Списък със синглите номер 1 на Bulgarian National Top 40 (2011)
Това е списък със синглите, достигнали до първа позиция в класацията Bulgarian National Top 40 за 2011
година.
- Графа – Невидим
  - 1 седмица (27 декември 2010 – 2 януари)
- Риана – Only Girl (In The World)
  - 3 седмици (3 януари – 23 януари)
- Кейти Пери – Firework
  - 1 седмица (24 януари – 30 януари)
- Нели – Just A Dream
  - 1 седмица (31 януари – 6 февруари)
- Тайни Темпа с участието на Ерик Търнър – Written In The Stars
  - 2 седмици (7 февруари – 20 февруари)
- Енрике Иглеасиас с участието на Лудакрис – Tonight (I'm Lovin' You)
  - 2 седмици (21 февруари – 6 март)
- Бруно Марс – Grenade
  - 2 седмици (7 март – 20 март)
- Лейди Гага – Born This Way
  - 6 седмици (21 март – 30 май)
- Дженифър Лопес с участието на Питбул – On The Floor
  - 1 седмица (2 май – 8 май)
- Кейти Пери с участието на Кание Уест – E.T
  - 3 седмици (9 май – 29 май)
- Любо, Графа & Орлин Павлов – Заедно
  - 1 седмица (30 май – 5 юни)
- Кейти Пери с участието на Кание Уест – E.T
  - 2 седмици (6 май – 19 юни)
- Дженифър Лопес с участието на Лил Уейн – I'm Into You
  - 7 седмици (20 юни – 7 август)
- Борис, Аксиниа & Ку-ку бенд – Не Сме Светци
  - 1 седмица (8 август – 14 август)
- Криско, Миро & Невена – Слагам Край
  - 2 седмици (15 август – 28 август)
- Графа с участието на Сантра & Спенс – Тяло в тяло
  - 2 седмици (29 август – 11 септември)
- Лора Караджова – Спуснати завеси
  - 2 седмици (12 септември – 25 септември)
- Шон Паул с участието на Алексис Джордан – Got 2 Luv U
  - 1 седмица (26 септември – 2 октомври)
- Галя с участието на Кристо & D-Flow – The Race
  - 1 седмица (3 октомври – 9 октомври)
- Mango Duende – Петък
  - 1 седмица (10 октомври – 16 октомври)
- Деси Слава – I Like
  - 1 седмица (17 октомври – 23 октомври)
- Светла Иванова – Истински лъжи
  - 1 седмица (24 октомври – 30 октомври)
- Maroon 5 с участието на Кристина Ангилера – „Moves Like Jagger“
  - 1 седмица (31 октомври – 6 ноември)
- Дивна, Миро & Криско – Ти не можеш да ме спреш
  - 1 седмица (7 ноември – 13 ноември)
- Maroon 5 с участието на Кристина Ангилера – „Moves Like Jagger“
  - 1 седмица (14 ноември – 20 ноември)
- Графа – Никой
  - 3 седмици (21 ноември – 11 декември)
- Криско, Миро & Невена – Слагам Край
  - 1 седмица (12 декември – 18 декември)
- Професор Грийн с участието на Емили Сандей – Read All About It
  - 1 седмица (19 декември – 25 декември)